# Visconde da Junqueira
Visconde da Junqueira é um título nobiliárquico português criado por Dona Maria II de Portugal, por Decreto de 7 de Outubro de 1851, em favor de José Dias Leite Sampaio, antes 1.° Barão da Junqueira.